# Anthony Ashley-Cooper (3. hrabia Shaftesbury)

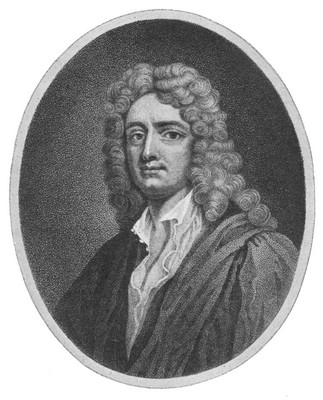
Anthony Ashley Cooper, trzeci Lord Shaftesbury

Anthony Ashley Cooper, 3. hrabia Shaftesbury (ur. 26 lutego 1671, zm. 4 lutego 1713) – brytyjski arystokrata, filozof i etyk.

## Elementy biograficzne
Edukacja trzeciego hrabiego Shaftesbury nadzorowana była przez jego dziadka, Anthony Ashleya Coopera, pierwszego hrabiego Shaftesbury, i on właśnie polecił Johnowi Locke’owi zająć się wnuczkiem. Trzeci hrabia Shaftesbury służył w brytyjskim parlamencie oraz w Izbie Lordów, stan jego zdrowia jednak zmusił go do porzucenia kariery politycznej w wieku 30 lat. Jego najważniejsze prace powstały w latach 1705–1710; zbiór esejów Characteristics był, do końca XIX wieku, jednym z fundamentalnych tekstów poświęconych etyce w filozofii brytyjskiej.

## Ogólna postawa filozoficzna
Anthony Ashley Cooper był pod filozoficznym wpływem Johna Locke’a, który był przez kilka lat sekretarzem lorda – wpływ ten jednak nie oznaczał zaakceptowania przez niego wszystkich poglądów mistrza, zwłaszcza tych na istnienie „idei wrodzonych” (innate ideas). Lord Shaftesbury sprzeciwiał się także kartezjańskiemu dowodowi na istnienie (Cogito ergo sum), gdyż wydawało mu się wystarczającym zaufanie w tej dziedzinie zdrowemu rozsądkowi (sensus communis). Teoriom Hobbesa i Locke’a, głoszącym względność norm etycznych i twierdzącym, że moralność oparta jest na interesie i zależy od okoliczności, Shaftesbury przeciwstawial swą koncepcję moralności absolutnej.
Postawę Shaftesbury’ego charakteryzowała teleologia, przekonanie o celowości świata i o jego harmonii, a w nim o celowości życia człowieka, którego obserwacja dostarcza wiedzę na temat owego celu. Spłycaniem wizji człowieka było, według lorda, rozważanie na jego temat poza tym konkretnym kontekstem, a winnymi tego spłycania są, m.in., Locke i Kartezjusz.

## Filozofia moralna
W traktacie pt. Characteristics of Men, Manners, Opinions, Times (Charakterystyki ludzi, obyczajów, opinii i czasów, 1711) Shaftesbury analizuje cele, do których realizacji dąży jednostka w społeczeństwie. Rozważając poszczególne czyny i namiętności ludzkie, znajdujemy, że niektóre z nich są dobre, a inne — złe. Które z nich uważamy za dobre, a które za złe? Shaftesbury sądził, że postępku, który przypadkowo okazał się pożyteczny dla społeczeństwa, w wypadku gdy motywem jego była korzyść osobista, nie można uważać za dobry. Tak więc dla Shaftesbury’ego intencja moralna była ważniejsza od następstw uczynku. Shaftesbury uważał za cnotliwego tylko takiego człowieka, który, dokonując jakiegoś czynu, nie bierze pod uwagę swych interesów osobistych. Następstwa czynu nie mają żadnego znaczenia, jeśli chodzi o jego ocenę moralną. 
Twierdził, że teologiczna koncepcja dobra jest samolubna, interesuje ją bowiem spodziewana po śmierci nagroda. Wtedy tylko, twierdzi Shaftesbury, można mówić o prawdziwej cnocie, gdy posiada się pewnego umiłowania wobec dobrych rzeczy, związanego wyłącznie z ich dobrem samym w sobie. Jednym z obiektów krytyki filozofa był społeczny kontrakt oparty na postulatach pielęgnowania egoizmu promowany przez Hobbesa. Celem edukacji moralnej nie jest, według brytyjskiego filozofa, automatyczne reagowanie na strach przed karą, ale wychowanie w człowieku bezinteresownej miłości dla najwyższego dobra, wykształcenie „zmysłu moralnego” (moral sense). Najpoważniejszym współczesnym krytykiem filozofii moralnej lorda Shaftesbury był Bernard de Mandeville, który zarzucał jej zbytni idealizm, nieprzystający do rzeczywistości, oraz bronił ludzkich przywar jako czynników spajających społeczeństwo. W swojej "Bajce o pszczołach" Mandeville wręcz oświadczał, że jego punkt widzenia jest przeciwstawny punktowi widzenia Shaftesbury’ego.

## Twórczość
- Characteristics of Men, Manners, Opinions, Times (1711):
  1. A Letter Concerning Enthusiasm
  2. Sensus Communis, an essay on the Freedom of Wit and Humor
  3. Soliloquy, or Advice to an Author
  4. An Inquiry Concerning Virtue and Merit
  5. The Moralists, a Philosophical Rhapsody
  6. Miscellaneous Reflections on the said Treatises, and other critical Subjects
  7. A Notion of the Historical Draught or Tablature of the Judgment of Hercules, with a Letter concerning Design
  8. An Inquiry Concerning Virtue and Merit.
- Second Characters or the Language of Forms by the Right Honourable Anthony, Early of Shaftesbury, edited by Benjamin Rand, Cambridge: Cambridge University Press, 1914.
- List o entuzjazmie. Moraliści, przekł. Adam Grzeliński, Toruń: Wydawnictwo UMK, 2007.